# 1738
Năm 1738 (số La Mã: MDCCXXXVIII) là một năm thường bắt đầu vào thứ Tư trong lịch Gregory (hoặc một năm thường bắt đầu vào Chủ Nhật của lịch Julius chậm hơn 11 ngày).

## Mất
Nguyễn Trù